# سن گابریل (کالیفرنیا)
سان گابریل (به انگلیسی: San Gabriel) شهری در شهرستان لس‌آنجلس، کالیفرنیا ایالت کالیفرنیا است که در سرشماری سال ۲۰۱۰ میلادی، ۳۹۷۱۸ نفر جمعیت داشته‌است.